# Grimmia lawiana
Grimmia lawiana là một loài Rêu trong họ Grimmiaceae. Loài này được J. H. Willis mô tả khoa học đầu tiên năm 1966.